# Siegfried Fülle
Siegfried Fülle (6 ottobre 1939) è un ex ginnasta tedesco.

## Palmarès

### Olimpiadi
- 2 medaglie:
  - 2 bronzi (Tokyo 1964 a squadre[1]; Città del Messico 1968 a squadre[2])

### Mondiali
- 1 medaglia:
  - 1 bronzo (Dortmund 1966 a squadre[2])